# Extreme Rules 2022
Extreme Rules 2022 è stata la quattordicesima edizione dell'omonimo evento in pay-per-view prodotto annualmente dalla WWE e si è svolto l'8 ottobre 2022, al Wells Fargo Center di Filadelfia, Pennsylvania ed è stato trasmesso in diretta su Peacock negli Stati Uniti e sul WWE Network nel resto del mondo.

## Storyline
A SummerSlam, Liv Morgan difese con successo lo SmackDown Women's Championship contro Ronda Rousey in maniera controversa: difatti Morgan cedette alla Armbar, ma l'arbitro non se ne accorse, poiché le spalle di quest'ultima toccarono contemporaneamente il tappeto e contò dunque lo schienamento, dando la vittoria alla campionessa. Al termine dell'incontro, Rousey attaccò brutalmente sia Morgan che l'arbitro, venendo conseguentemente sospesa a tempo indeterminato. Alla fine della sospensione, durante la puntata di SmackDown del 9 settembre, vinse un fatal 5-way elimination match che comprendeva anche Lacey Evans, Natalya, Sonya Deville e Xia Li, ottenendo così un altro match titolato per Extreme Rules. La settimana successiva a SmackDown, Morgan sfidò Rousey ad un extreme rules match per l'omonimo evento.
Dopo aver sconfitto Matt Riddle a Clash at the Castle, Seth Rollins ottenne un match per lo United States Championship di Bobby Lashley durante la puntata di Raw del 19 settembre, dove però perse a causa della distrazione dello stesso Riddle, che poco dopo lo sfidò ad un fight pit match per Extreme Rules.
Nella puntata di SmackDown del 5 agosto, Karrion Kross tornò a sorpresa in WWE, insieme alla moglie Scarlett, e attaccò brutalmente alle spalle Drew McIntyre mentre quest'ultimo si stava confrontando con l'Undisputed WWE Universal Champion Roman Reigns. Nelle settimane successive, Kross continuò ad assalire sistematicamente McIntyre, riuscendo sempre a scappare prima che questi potesse reagire. Nella puntata di SmackDown del 23 settembre, McIntyre annunciò che avrebbe affrontato Kross in uno strap match ad Extreme Rules.
A Clash at the Castle, Bayley, Dakota Kai e Iyo Sky sconfissero la Raw Women's Champion Bianca Belair, Asuka e Alexa Bliss in un six-woman tag team match, con Bayley che ottenne lo schienamento decisivo ai danni di Belair per vincere l'incontro. Di conseguenza, durante la puntata di Raw del 26 settembre, Bayley sfidò Belair ad un ladder match con in palio il Raw Women's Championship per Extreme Rules.
Durante il mese di aprile, Edge formò insieme a Damian Priest e Rhea Ripley una stable chiamata Judgment Day, alla quale si aggiunse poi anche Finn Bálor. Nella puntata di Raw del 6 giugno, Bálor, Priest e Ripley effettuarono tuttavia un turn heel ai danni di Edge, attaccandolo brutalmente ed espellendolo dal gruppo. A SummerSlam, Edge tornò a sorpresa, aiutando Rey e Dominik Mysterio a sconfiggere Bálor e Priest in un no disqualification tag team match. A Clash at the Castle, Edge e Rey batterono Bálor e Priest, ma al termine dell'incontro Dominik colpì a tradimento sia Edge che suo padre, unendosi difatti al Judgment Day. Dopo essere stato vittima di ulteriori attacchi, Edge tornò nella puntata di Raw del 26 settembre, dove atterrò Bálor con una spear per poi sfidarlo ad un "I quit" match per Extreme Rules.
Durante il mese di agosto, Sheamus ottenne un match per l'Intercontinental Championship di Gunther a Clash at the Castle, ma all'evento fu quest'ultimo a prevalere e a mantenere il titolo. Dopo aver riformato l'Imperium, Gunther, Ludwig Kaiser e Giovanni Vinci sconfissero Butch, Ridge Holland e Sheamus nella puntata di SmackDown del 9 settembre. Due settimane dopo, Butch e Holland affrontarono gli Usos per l'Undisputed WWE Tag Team Championship, ma vennero sconfitti a causa della distrazione dell'Imperium, che attaccò Sheamus a bordo ring. Ciò portò all'annuncio di un six-man tag team good old fashioned donnybrook match tra l'Imperium e i Brawling Brutes per Extreme Rules.

## Risultati
| # | Match                                                      | Stipulazioni                                                  | Durata |
| - | ---------------------------------------------------------- | ------------------------------------------------------------- | ------ |
| 1 | I Brawling Brutes hanno sconfitto l'Imperium               | Six-man tag team good old fashioned donnybrook match          | 17:50  |
| 2 | Ronda Rousey ha sconfitto Liv Morgan (c) per sottomissione | Extreme rules match per il WWE SmackDown Women's Championship | 12:05  |
| 3 | Karrion Kross (con Scarlett) ha sconfitto Drew McIntyre    | Strap match                                                   | 10:20  |
| 4 | Bianca Belair (c) ha sconfitto Bayley                      | Ladder match per il WWE Raw Women's Championship              | 16:40  |
| 5 | Finn Bálor ha sconfitto Edge                               | "I quit" match                                                | 29:55  |
| 6 | Matt Riddle ha sconfitto Seth Rollins per sottomissione    | Fight pit match con Daniel Cormier come arbitro speciale      | 16:35  |